# Tênis de mesa nos Jogos Sul-Asiáticos de 2006
As competições de tênis de mesa nos Jogos Sul-Asiáticos de 2006 ocorreram entre 18 e 23 de agosto. Sete torneios foram disputados.

## Calendário
| Agosto        | 14 | 16 | 17 | 18 | 19 | 20 | 21 | 22 | 23 | 24 | 25 | 26 | 27 | 28 | Finais |
| ------------- | -- | -- | -- | -- | -- | -- | -- | -- | -- | -- | -- | -- | -- | -- | ------ |
| Tênis de mesa |    |    |    |    |    | 1  | 1  | 3  | 2  |    |    |    |    |    | 7      |

## Quadro de medalhas
| Ordem | País      | Medalha de ouro | Medalha de prata | Medalha de bronze |    |
| ----- | --------- | --------------- | ---------------- | ----------------- | -- |
| 1     | Índia     | 7               | 4                | 1                 | 12 |
| 4     | Sri Lanka |                 | 3                | 6                 | 9  |
| 2     | Paquistão |                 |                  | 5                 | 5  |
| 3     | Nepal     |                 |                  | 2                 | 2  |
| TOTAL | TOTAL     | 7               | 7                | 14                | 28 |

## Medalhistas
| Evento               | Ouro                                           | Prata                                      | Bronze                                                                                        |
| Equipes femininas    | IND Índia                                      | SRI Sri Lanka                              | PAK Paquistão NEP Nepal                                                                       |
| Equipes masculinas   | IND Índia                                      | SRI Sri Lanka                              | PAK Paquistão NEP Nepal                                                                       |
| Duplas mistas        | IND Índia Sharath Kamal Achanta Poulomi Ghatak | IND Índia Soumyadeep Roi Mouma Das         | SRI Sri Lanka Tilina Piyadasa Kalpani Herath SRI Sri Lanka Indika Prasad Deepika Radrigo      |
| Duplas femininas     | IND Índia Poulomi Ghatak Mouma Das             | IND Índia Kasturi Chakraborty Nandita Saha | SRI Sri Lanka Deepika Rodrigo Kalpani Herath SRI Sri Lanka Ruhansi Wijekoon Ishara Madurangi  |
| Duplas masculinas    | IND Índia Soumyadeep Roy Sharath Kamal Achcnta | IND Índia Subhajit Saha Mehta Pathik       | SRI Sri Lanka Tilina Piyadasa Indika Prasad PAK Paquistão Kashif Razzaq Muhammad Asim Qureshi |
| Individual feminino  | IND Índia Mouma Das                            | SRI Sri Lanka Deepika Rodrigo              | IND Índia Poulomi Ghatak PAK Paquistão Rahila Khurshed                                        |
| Individual masculino | IND Índia Sharath Kamal Achcnta                | IND Índia Soumyadeep Roy                   | SRI Sri Lanka Tilina Piyadasa PAK Paquistão Muhammad Asim Qureshi                             |